# Нижний Малгобек
Ни́жний Малгобе́к или Малгобе́к (кабард.-черк. Мэлгъэбэг, осет. Мæлгъæвæг) — село в Моздокском районе Республики Северная Осетия — Алания. 
Образует муниципальное образование «Малгобекское сельское поселение», как единственный населённый пункт в его составе.

## География
Селение расположено в западной части Моздокского района, в 30 км к юго-западу от районного центра Моздок, в 35 км к северо-востоку от города Терек и в 97 км к северо-западу от города Владикавказ.
Площадь территории сельского поселения составляет — 24,17 км2.
Граничит с землями населённых пунктов: Нижний Курп на юго-западе, Акведук и Ново-Хамидие на западе и Сухотское на севере.
Населённый пункт расположен на наклонной Кабардинской равнине, у северных отрогов Терского хребта. На севере рельеф местности представляет собой в основном предгорные наклонные равнины, переходящие на юге в склоны Терского хребта, с увеличением перепадов относительных высот. Средние высоты на территории села составляют 214 метров над уровнем моря. Наивысшей точкой местности является гора Хутако (433 м), расположенная к югу от села.
Долины реки Курп извилистая, с крутыми склонами и обвалами. Овражистая долина реки изрезана глубокими рвами и балками, глубина которых в отдельных местах достигают 15-20 метров. Она полностью занята тонкой полосой приречного леса.
Гидрографическая сеть представлена в основном рекой Курп. Вдоль северной окраины села проходит артерия Малокабардинского канала, от которого далее на восток ответвляется Надтеречный канал.
Климат влажный умеренный с тёплым летом и прохладной зимой. Среднегодовая температура воздуха составляет около +10,5°С, и колеблется от средних +23,0°С в июле, до средних -2,5°С в январе. Минимальные температуры зимой редко отпускаются ниже -10°С, летом максимальные температуры достигают +35°С. Среднегодовое количество осадков составляет около 600 мм. Основная часть осадков выпадает в период с апреля по июнь.

## История
Селение основано в 1926 году переселенцами из села Нижний Курп, во время строительства Малокабардинского канала, на месте разрушенного в годы Гражданской войны хутора Василенко.
Во время Великой Отечественной войны в окрестностях села шли ожесточённые бои, во время Моздок-Малгобекской оборонительной операции по обороне города Малгобек и нефтеносных районов в его окрестностях.
До 1944 года населённый пункт входил в состав Курпского района Кабардино-Балкарской АССР.
По Указу Президиума Верховного Совета СССР от 7 марта 1944 года — «О ликвидации Чечено-Ингушской АССР и об административном устройстве её территории», восточная часть Курпского района Кабардино-Балкарской АССР, лежащая к востоку от реки Курп, была передана в состав Северо-Осетинской АССР. 5 сельсоветов упразднённого района КБАССР, в том числе и сельсовет Малгобекский, отошли к новообразованному Моздокскому району Северной Осетии.

## Население
| 2002 | 2010 | 2011 | 2012 | 2013 | 2014 | 2015 |
| ---- | ---- | ---- | ---- | ---- | ---- | ---- |
| 494  | ↘407 | →407 | ↘402 | ↗408 | ↘407 | ↗410 |
| 2016 | 2017 | 2018 | 2019 | 2020 | 2021 | 2023 |
| ↘409 | ↗410 | ↗412 | ↘403 | ↘397 | ↗408 | ↘399 |
| 2024 | 2025 |      |      |      |      |      |
| ↘390 | ↘380 |      |      |      |      |      |

Плотность — 15.72 чел./км2.
Национальный состав
По данным Всероссийской переписи населения 2010 года:
| Народ                | Численность, чел. | Доля от всего населения, % |
| -------------------- | ----------------- | -------------------------- |
| кабардинцы (черкесы) | 295               | 72,5 %                     |
| болгары              | 53                | 13,0 %                     |
| русские              | 30                | 7,4 %                      |
| осетины              | 15                | 3,7 %                      |
| другие               | 14                | 3,4 %                      |
| всего                | 407               | 100 %                      |

Национальный состав
По данным Всероссийской переписи населения 2021 года:
| Народ      | Численность, чел. | Доля от всего населения, % |
| ---------- | ----------------- | -------------------------- |
| Кабардинцы | 274               | 67,15 %                    |
| Русские    | 67                | 16,42 %                    |
| Черкесы    | 30                | 7,35 %                     |
| Гагаузы    | 19                | 4,65 %                     |
| другие     | 18                | 4,41 %                     |
| всего      | 408               | 100 %                      |

Половозрастной состав
По данным Всероссийской переписи населения 2010 года:
| Возраст     | Мужчины, чел. | Женщины, чел. | Общая численность, чел. | Доля от всего населения, % |
| ----------- | ------------- | ------------- | ----------------------- | -------------------------- |
| 0 — 14 лет  | 38            | 24            | 62                      | 15,2 %                     |
| 15 — 59 лет | 134           | 141           | 275                     | 67,6 %                     |
| от 60 лет   | 24            | 46            | 70                      | 17,2 %                     |
| Всего       | 196           | 211           | 407                     | 100,0 %                    |

Мужчины — 196 чел. (48,2 %). Женщины — 211 чел. (51,8 %).
Средний возраст населения — 38,4 лет. Медианный возраст населения — 37,4 лет.
Средний возраст мужчин — 35,7 лет. Медианный возраст мужчин — 32,5 лет.
Средний возраст женщин — 41,0 лет. Медианный возраст женщин — 41,3 лет.

## Местное самоуправление
Администрация Малгобекского сельского поселения — село Нижний Малгобек, ул. Советская, 33.
Структуру органов местного самоуправления сельского поселения составляют:
- Исполнительно-распорядительный орган — Местная администрация Малгобекского сельского поселения. Состоит из 4 человек.
  - Глава администрации сельского поселения — Кусов Зубер Михайлович .
- Представительный орган — Совет местного самоуправления Малгобекского сельского поселения. Состоит из 7 депутатов, избираемых на 5 лет.
  - Председатель Совета местного самоуправления сельского поселения — Кусов Зубер Михайлович .

## Образование
- МКОУ Средняя общеобразовательная школа — ул. Советская, 29.

## Здравоохранение
- Участковая больница — ул. Советская, 37.

## Культура
- МККДУ Сельский Дом культуры — ул. Советская, 32.

Общественно-политические организации: 
- Адыгэ Хасэ
- Совет ветеранов труда

## Экономика
Основу экономики села составляет сельское хозяйство. Наибольшее развитие получили выращивание злаковых и технических культур.

## Улицы
На территории села зарегистрировано всего 2 улиц:

| Советская |

| Шоссейная |